# Closterium archerianum
Closterium archerianum  là một loài Song tinh tảo trong họ Desmidiaceae, thuộc chi Closterium.